# Verrucella alba
Verrucella alba is een zachte koraalsoort uit de familie Ellisellidae. De koraalsoort komt uit het geslacht Verrucella. Verrucella alba werd in 1919 voor het eerst wetenschappelijk beschreven door Kükenthal. 